# Franz Wackermann
Hermann Franz Wackermann (* 16. September 1860 in Löwensen; † 17. März 1936 ebenda) war ein deutscher Fabrikant und Politiker.
Wackermann war der Sohn des Fabrikanten Gottfried Franz Wackermann (1821–1887) und dessen Ehefrau Friederike, geborene Köster († 1914). Er heiratete am 8. April 1893 in Oesdorf Helene Louise Storch (* 1867). Wackermann war Fabrikant in Löwensen. Während des Ersten Weltkriegs stand er als Vertreter des Kreisamtmanns Hoffmann an der Verwaltungsspitze des Kreises.
1899 bis 1905 war er Abgeordneter im Landtag des Fürstentums Waldeck-Pyrmont. Er wurde im Wahlkreis Pyrmont gewählt.